# Timor Gap

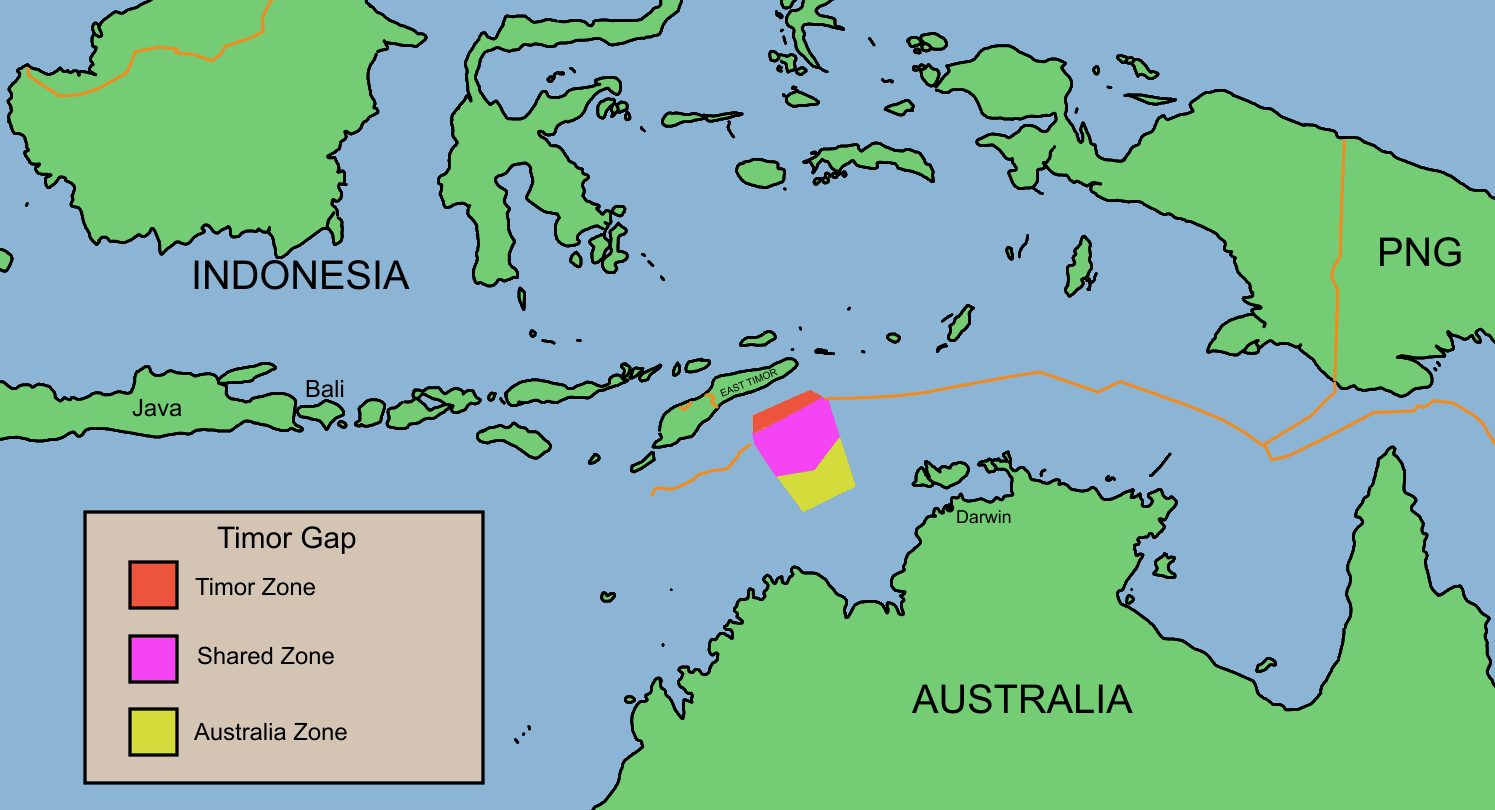
Timor Gap

Timor Gap é a zona na linha de fronteira marítima (subsolo) definida por acordo entre a Austrália e a Indonésia em 1972 e que resulta de Portugal não ter chegado a acordo com aquele país sobre os princípios a seguir na definição da fronteira da então província ultramarina portuguesa de Timor (hoje Timor-Leste) com a Austrália.
A exploração petrolífera da área encontra-se agora regulamentada pelo Tratado do Mar de Timor assinado em 2002 pela Austrália e Timor-Leste, após a independência deste. 
Os dois países encontram-se num processo de "conciliação obrigatória", previsto na Convenção das Nações Unidas sobre o Direito do Mar (CNDUM) e que é conduzido por um painel independente de peritos denominado “comissão de conciliação”.

## Ver Também
- Timor Gap (empresa)